# Revue prédatrice

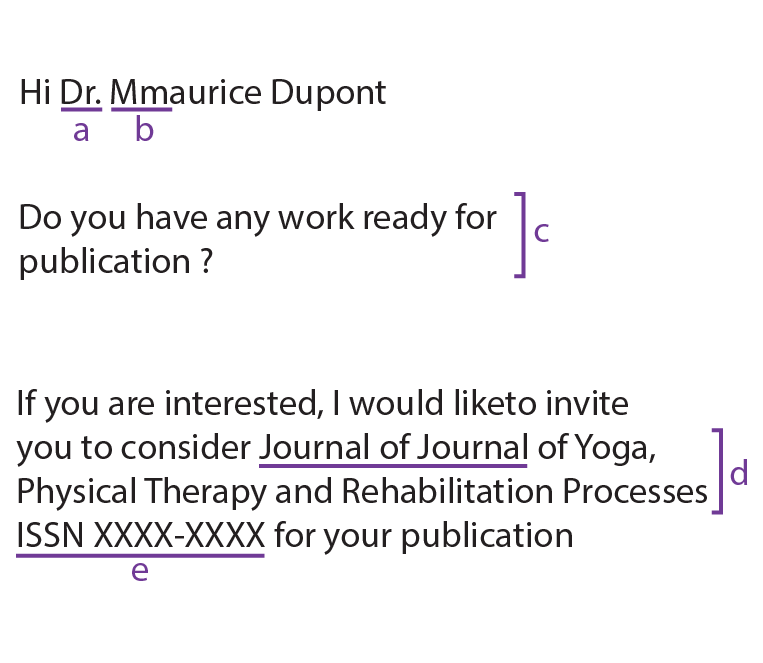
Les revues prédatrices de mauvaises qualité envoient de grands nombres de courriels d'hameçonnage avec des erreurs fréquentes : a) appellent « Dr » tous les chercheurs ; b) fautes d'orthographes parfois nombreuses, y compris dans le nom du chercheur ; c) pression temporelle (l'article doit être transmis rapidement) ; d) possible mauvaise maîtrise de l'anglais, champ de recherche de la revue n'ayant souvent aucun lien avec celui du chercheur visé ; e) mauvais usage de l'ISSN ou faux identifiant.

Une revue prédatrice (en anglais : predatory journal) est une publication qui peut être spécialisée ou généraliste, souvent numérique. Elle prend les formes d'une revue scientifique à comité de lecture, sans en présenter toutes les garanties. Elle constitue une escroquerie en poussant les chercheurs à payer des frais de publication sans leur fournir l'évaluation par les pairs et les services éditoriaux associés aux revues scientifiques légitimes (qu'elles soient en libre accès ou non). Les revues prédatrices sont parfois utilisées pour « faire passer » des articles qui ne seraient pas publiés autrement et qui servent une cause. Une étude italienne en 2019 montre que 5 % des chercheurs environ publient dans des revues prédatrices.

## Présentation

### Contexte
La littérature scientifique (ou académique) repose sur un partenariat entre les centres de recherche (ou chercheurs indépendants) et les revues scientifiques. Les chercheurs soumettent leurs articles à des revues qui, avant publication, font appel à des pairs (en anglais : peers), qui sont experts du domaine pour juger de la validité du travail et de la rigueur de la démarche d'investigation. Les pairs peuvent refuser l'article ou l'accepter avec ou sans corrections préalables. Quand l'avis des experts est positif et le travail de correction apporté, les revues publient l'article. L'évaluation par les pairs est le gage de la qualité scientifique des travaux de recherche.
En parallèle, les chercheurs sont évalués en fonction de la réputation des revues dans lesquelles ils publient, ainsi que sur la quantité d'articles publiés. Cela a une influence sur les financements qu'ils perçoivent et l'évolution de leurs carrières. Le monde académique travaille sous la pression de cette évaluation, communément appelée publish or perish (publier ou mourir). La course à la publication est aussi présente chez les doctorants de nombreux pays (comme la Chine ou les États-Unis) pour lesquelles la thèse ne peut être validée que si les doctorants ont publié un ou plusieurs articles en tant que premiers auteurs.
C'est dans ce contexte que sont apparues les revues prédatrices : des chercheurs inexpérimentés ou naïfs qui n'identifient pas le caractère prédateur de ces revues leur soumettent leurs articles à des titres qu'ils pensent être de vraies revues. Dans certains cas, des chercheurs sont intéressés par des revues « faciles », susceptibles d'accepter leurs travaux quelle qu'en soit la qualité. De nombreuses revues prédatrices imitant le style des revues scientifiques sont apparues, proposant de publier les articles à la seule réserve du paiement de frais de publication. Ces revues peuvent également être utilisées pour donner du crédit à une étude biaisée ou falsifiée.
Les publications issues exclusivement de ce système ne répondant pas aux exigences de la méthode scientifique constituent généralement ce que l'on appelle de la « junk science ». La prédation dans le marché de la publication scientifique est désormais un champ de recherche sur lequel se penchent des études scientifiques de différents domaines disciplinaires, avec différentes approches pour en saisir tous les enjeux. 

### Définition
La distinction entre revue prédatrice et revue scientifique est parfois ténue, car certains groupes de presse pratiquent le mélange des genres, sans doute à dessein.
Une définition de la notion de revue prédatrice est tentée par un collectif de 43 chercheurs relayés par la revue Nature en 2019 : « Les revues et éditeurs prédateurs sont des entités qui privilégient l’intérêt personnel au détriment de l'érudition et se caractérisent par des informations fausses ou trompeuses, un écart par rapport aux bonnes pratiques rédactionnelles et de publication, un manque de transparence, ou le recours à des pratiques de sollicitation agressives et sans discernement. »
L'idée de « prédation » de ces revues est fondée sur l'idée que les universitaires sont trompés sur la nature de la revue, les revues scientifiques étant caractérisées par l'évaluation par les pairs souvent absente des revues prédatrices. Il peut cependant arriver que certains auteurs soient informés de la mauvaise qualité de la revue, voire de son caractère frauduleux. Les jeunes chercheurs de pays en développement sont considérés comme particulièrement susceptibles d'être induits en erreur par ces pratiques,.

### Caractéristiques
En 2012, Jeffrey Beall propose une liste de 10 critères pour repérer les revues à risque :
1. Frais de publication exorbitants (ou faisant l’objet de « réduction exceptionnelles » fabuleuses), contrôles éditoriaux minimaux[11]
2. Frais de publication révélés aux auteurs seulement après l'acceptation de l'article[11]
3. Envoi massif et insistant (spam) de courriers incitant les chercheurs à publier chez eux, ou à devenir éditeur[12]
4. Acceptation très rapide des manuscrits et acceptation des articles canulars[13],[14]
5. Noms de chercheurs cités sans leur consentement[15],[16], ou refus de laisser démissionner les chercheurs qui se sentent abusés[15],[17]
6. Noms de chercheurs imaginaires[18]
7. Contrefaçon du style des revues légitimes, y compris dans le titre
8. Utilisation frauduleuse ou incorrecte des identifiants ISSN[15]
9. Localisation abusive du siège de la maison d'édition[15]
10. Facteurs d'impact faux ou imaginaires[19],[20]

En 2017, Stefan Eriksson et Gert Helgesson proposent une liste de 25 critères.
De plus, les revues prédatrices utilisent un discours marketing sur la portée supposée de leurs publications : de faux "facteurs d'impact" sont inventés et cités (General Impact Factor, Global Impact Factor, Journal Impact Factor…), des palmarès de revues sont créés de toutes pièces (International Scientific Institute, Infobase Index, Advanced Science Index…).
Enfin, certaines revues prédatrices se servent de l'identité de revues disparues ou de l'ambiguïté autour de leur nom : en 2015, la revue Hermès en France est ainsi mise en danger par un obscur Hermes Journal France (disparu peu après).
D’autres revues ont également repris sur le site web des articles de revues légitimes en procédant des modifications mineures.

### Fraudes similaires
Au-delà des revues, un type de fraude assez proche s’est développé ces dernières années avec les conférences prédatrices (en). Dans ce cas, des efforts sont faits par les fraudeurs pour rendre attractive une conférence scientifique fictive, pour laquelle on se retrouve à payer des frais d’inscription.

## Lutte contre les revues prédatrices
En mars 2008, Gunther Eysenbach, éditeur d'une revue en libre accès, attire l'attention sur ce qu'il appelle les « moutons noirs parmi les éditeurs et revues en accès libre » et présenta dans son blog des éditeurs et revues qui avaient recours au spam pour attirer des auteurs et éditeurs, critiquant en particulier Bentham, Dove Medical Press (en) et Libertas Academica (en). En juillet 2008, la série d'interviews de Richard Poynder attira l'attention sur les pratiques de nouveaux éditeurs « en mesure de mieux exploiter les possibilités de notre nouvel environnement [numérique]. » Ces inquiétudes quant au spam des « moutons noirs » menèrent à la création de l'Open Access Scholarly Publishers Association (Association des éditeurs académiques en libre accès) en 2008.
Des doutes sur l'honnêteté et les escroqueries de revues en libre accès continuent à être soulevés en 2009,. Le blog anglophone Improbable Research constate que les revues de la Scientific Research Publishing publient des articles déjà publiés ailleurs, ainsi que rapporté par la revue Nature.

### Liste de Beall
De 2008 à 2017, un bibliothécaire de l'Université du Colorado, Jeffrey Beall, dresse une liste des revues prédatrices, la liste de Beall. À la suite de cette prise de position, il reçoit des plaintes en 2013 par l'entreprise Canadian Center for Science and Education et par le OMICS Publishing Group,,. La liste est retirée par l'auteur en janvier 2017. Une demande de Frontiers Media d'ouverture d'une enquête pour faute à l'encontre de Beall a été rapportée comme motif du retrait de la liste. Une enquête menée par l'université a abouti à un non-lieu,,.
De 2017 à 2021, un collectif anonyme, met un site Web en ligne une liste de titres de revues prédatrices, ce qui permet de tirer un tableau statistique .
| Date             | Nombre de titres | Source                |
| ---------------- | ---------------- | --------------------- |
| 2011             | 18               | nytimes.com           |
| 29 décembre 2016 | 923              | nytimes.com           |
| 25 juin 2017     | 1315             | web.archive.org       |
| 16 juillet 2018  | 1316             | web.archive.org       |
| 8 septembre 2019 | 1319             | predatoryjournals.org |
| 31 mai 2021      | 1323             | predatoryjournals.org |

En 2016, la Commission fédérale du commerce américaine (FTC) dépose plainte contre le groupe OMICS, iMedPub, Conference Series, et contre Srinubabu Gedela (de nationalité indienne, président des entreprises). Pendant le procès, les suspects sont accusés de « tromper les universitaires et les chercheurs sur la nature des publications et de cacher les frais de publication allant de quelques centaines à plusieurs milliers de dollars ». La FTC annonce également prendre des mesures contre les revues prédatrices. Les avocats du groupe OMICS publièrent une réponse sur leur site internet, affirmant que « les allégations de la FTC sont sans fondement. De plus, nous remarquons que la FTC cherche à favoriser certaines revues d'éditeurs qui gagnent [sic] des milliards de dollars [sic] grâce aux scientifiques et à littérature », suggérant que les grandes sociétés d'édition scientifique se cachent derrière les allégations.

### Think. Check. Submit.
À partir de 2015, plusieurs organisations académiques internationales mènent la campagne Think. Check. Submit. Celle-ci aboutit à la création d’un site web avec de nombreux conseils pour aider les auteurs à reconnaître une revue prédatrice.

### Compass to Publish
Compass to Publish est un outil gratuit développé par une équipe de bibliothécaires de l'Université de Liège qui permet au public de mesurer le degré d'authenticité des revues en Open Access, et donc d'identifier si une revue peut être considérée comme prédatrice ou non.

### Liste blanche en France
Pour lutter contre les revues prédatrices, la conférence des doyens des facultés de médecines françaises et le conseil national des universités santé publient en 2023 une liste évolutive de 3 400 revues acceptables,.

## Les scientifiques africains comme victimes collatérales
Des chercheurs de l’Université d’Oxford et de l’Université du Ghana dénoncent les éditeurs commerciaux européens et américains qui instillent le doute sur la production scientifique venue du continent africain.

« Les acteurs de l'édition scientifique commerciale amplifient un discours émotionnel et déshumanisant sur l'édition dite “prédatrice”. Des revues telles que Nature publient des articles sur le phénomène. Elsevier a une chaîne Youtube avec des vidéos qui apprennent aux gens comment repérer les revues “prédatrices”. »

Ces initiatives, selon les auteurs, visent à instiller la peur du faux universitaire, visent souvent les éditeurs du Nigeria, minant la crédibilité de toute la production du pays.

## Affaires liées aux revues prédatrices

### Expérience de Davis (SCIgen) (2010)
En 2010, un étudiant diplômé de l'Université de Cornell, Phil Davis (rédacteur en chef du blog Scholarly Kitchen), soumet un texte absurde généré aléatoirement par ordinateur (à l'aide de SCIgen). Le manuscrit est accepté. L'auteur le retire et raconte son canular. Il rapporte que des revues prédatrices « tiennent en otage » des auteurs en ne permettant pas le retrait d'articles soumis et interdisant ainsi leurs soumissions à une autre revue,.

### Expérience de Bohannon (2013)
En 2013, John Bohannon, un auteur faisant partie du personnel de la revue Science, teste le système de révision des revues en libre accès et soumet à un certain nombre d'entre elles un article volontairement et profondément biaisé sur l'effet présumé d'un constituant du lichen. Environ 60% des revues testées, dont le Journal of Natural Pharmaceuticals, acceptent le faux article, et 40%, dont PLOS ONE, le rejettent. Il révèle le subterfuge dans un document intitulé « Who's Afraid of Peer Review? » (« Qui a peur de l'évaluation par les pairs ? »).

### Expérience de«Docteure Fraude»(Dr. Szust) (2015)
En 2015, quatre chercheurs créent un faux profil de chercheuse du nom de Anna O. Szust (oszust est le mot polonais signifiant “fraude”) et posent sa candidature pour un poste d'éditeur auprès de 360 revues savantes. Les qualifications inventées de cette candidate sont volontairement insuffisantes pour le rôle d'un éditeur : aucun article scientifique, aucune expérience rédactionnelle, livres inventés, chapitres de livre inventés, maisons d'édition inventées… Dans le tiers des 360 revues qui sont répertoriées par la liste de Beall des revues prédatrices, quarante acceptent l'improbable Szust comme éditrice sans aucune vérification de son parcours académique ; pire, cette acceptation est communiquée en quelques jours, voire quelques heures. En comparaison, la virtuelle Docteure Szust reçoit peu ou pas de réponse positive de la part des revues du groupe de contrôle pour lesquelles un chercheur « doit répondre à certaines normes de qualité, et cela incluant des pratiques éthiques de publication ». En comparaison encore, parmi les revues choisies dans le Directory of Open Access Journals (DOAJ), seules 8 des 120 revues impliquées dans l'expérience acceptent la candidature de Szust (ce qui entraine le DOAJ à retirer certaines de ces revues, mais pas toutes, de la liste de ses membres). Enfin, aucune des 120 revues citées dans le Journal Citation Reports (JCR) n'acceptent la candidature de Szust. Les résultats de l'expérience sont publiés dans Nature en mars 2017, et largement relayés dans la presse,,.

### Canular de l'article«Hydroxychloroquine et trottinettes»(2020)
En 2020, des chercheurs soumettent à la revue Asian Journal of Medicine and Health un article intitulé « SARS-CoV-2 was Unexpectedly Deadlier than Push-scooters: Could Hydroxychloroquine be the Unique Solution? » (« Contrairement aux attentes, SARS-CoV-2 est plus létal que les trottinettes : est-ce que l'hydroxychloroquine pourrait être la seule solution ? »). Le sujet est tiré d'une vidéo Youtube de Didier Raoult intitulée « Coronavirus : Moins de morts que par accident de trottinette »,,. Les méthodes décrites, le choix des expressions, la liste des auteurs et de leurs affiliations, les références citées, ainsi que divers autres clins d'oeil, font écho aux propos tenus par le professeur Raoult dans le contexte de la crise Covid-19. L'article, bien qu'ouvertement satirique, est accepté après paiement de 85 dollars, payés de leur poche par les auteurs.
À la suite des commentaires amusés suscités nationalement et internationalement par cet article, il est dépublié par la revue, mais reste disponible sur le réseau ResearchGate, ainsi que sa traduction en français. Les commentaires des relecteurs et des éditeurs qui ont validé l'article avant publication sont critiques sur la forme, et non sur le fond.
Cette revue est la cible des auteurs du canular parce qu'elle a publié auparavant une étude controversée sur l'hydroxychloroquine et le coronavirus, publiée par le collectif « Laissons les médecins prescrire » incluant notamment Violaine Guérin et la députée Martine Wonner, qui avait été refusée par les autres revues et défendue — ainsi que la réputation de la revue — par ses autrices. Certains des soi-disant auteurs de l'article sur les trottinettes affichent leur affiliation à un collectif « Laissons les vendeurs de trottinette prescrire ».